# Gintaras Balčiūnas

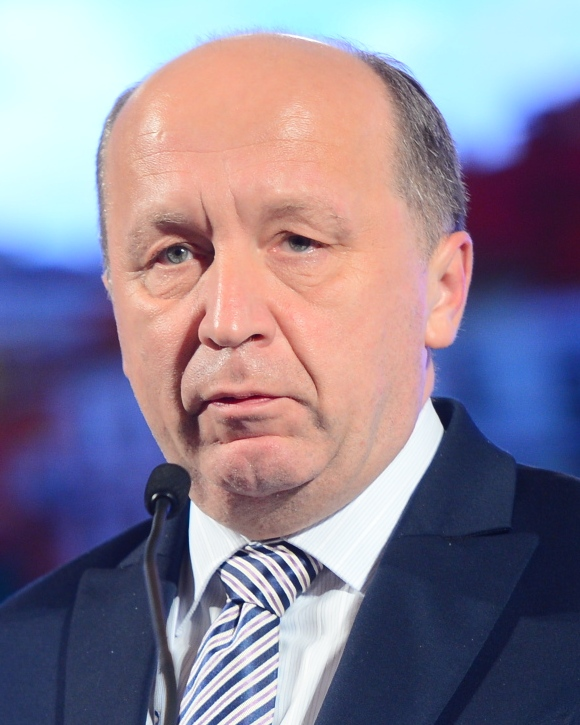
Gintaras Balčiūnas, 2012

Gintaras Balčiūnas (* 2. April 1964) ist ein litauischer Wirtschaftsjurist, Rechtsanwalt und ehemaliger Justizminister Litauens.

## Biografie
1989 absolvierte Balčiūnas das Diplomstudium an der Rechtsfakultät der Universität Vilnius und war danach in der Staatsanwaltschaft tätig. 1990–1993 arbeitete er als juristischer Berater des Stadtrats Panevėžys und leitete als Vorsitzender die Privatisierungskommission Panevėžys (1992–1993), später war er als Jurist, danach als Rechtsanwalt in einer Rechtsanwaltskanzlei tätig. Von 1998 bis 1999 war Stellvertretender Justizminister Litauens. Am 1. Juni 1999 wurde Gintaras Balčiūnas zum Justizminister ernannt. Er war in der 9. und 10. Regierung (bis Ende Oktober 2000) tätig.
Seit 1998 ist er als Dozent für Zivil-, Handels- und Wirtschaftsrecht an der Mykolas-Romeris-Universität in Vilnius tätig. Gintaras Balčiūnas war Mitgründer der führenden litauischen Anwaltskanzlei und -sozietät für Wirtschaftsrecht „Jurevičius, Balčiūnas ir Bartkus“. Jetzt ist er Mitgründer und Partner der Wirtschaftsrechtskanzlei „Balčiūnas ir Grajauskas“.